# أرماند برنارد
أرماند برنارد (بالفرنسية: Armand Bernard) (و. 1893 – 1968 م) هو ممثل، من فرنسا، توفي في باريس، عن عمر يناهز 75 عاماً.

## وصلات خارجية
- أرماند برنارد على موقع IMDb (الإنجليزية)
- أرماند برنارد على موقع ألو سيني (الفرنسية)
- أرماند برنارد على موقع ميوزك برينز (الإنجليزية)
- أرماند برنارد على موقع أول موفي (الإنجليزية)
- أرماند برنارد على موقع قاعدة بيانات الأفلام السويدية (السويدية)
- أرماند برنارد على موقع قاعدة بيانات الفيلم (الإنجليزية)
- أرماند برنارد على موقع كينوبويسك (الروسية)